# Karl Sesta
Karl Sesta de son vrai nom Karl Szestak (né le 18 mars 1906 à Simmering, Vienne en Autriche-Hongrie et mort le 8 décembre 1974 à Hainburg an der Donau en Autriche) fut un joueur international de football et un entraîneur autrichien et allemand d'origine polonaise qui jouait en tant que milieu de terrain.

## Biographie
Il joue toute sa carrière dans le championnat autrichien entre 1924 et 1946 sauf en 1927 où il va en Tchécoslovaquie jouer au FK Teplice. Il joue notamment dans les deux grands clubs de l'Austria Vienne et du First Vienna FC.
Il joue avec l'équipe d'Autriche et l'équipe d'Allemagne. Il participe avec les Autrichiens à la coupe du monde 1934 en Italie.